# Aspergillus sojae
Aspergillus sojae är en svampart som beskrevs av Sakag. & K. Yamada ex Murak. 1971. Aspergillus sojae ingår i släktet Aspergillus och familjen Trichocomaceae.   Inga underarter finns listade i Catalogue of Life.